# Ruwe schaalhoren
De ruwe schaalhoren (Patella ulyssiponensis) is een in zee levende slakkensoort uit de familie Patellidae. De soort werd beschreven door Johann Friedrich Gmelin in diens uitgebreide en verbeterde editie van het Systema naturae van Carl Linnaeus. Het epitheton ulyssiponensis verwijst naar de vindplaats Ulyssipo (de Latijnse vorm van Lissabon). Jongere synoniemen zijn: Patella aspera en Patella athletica.

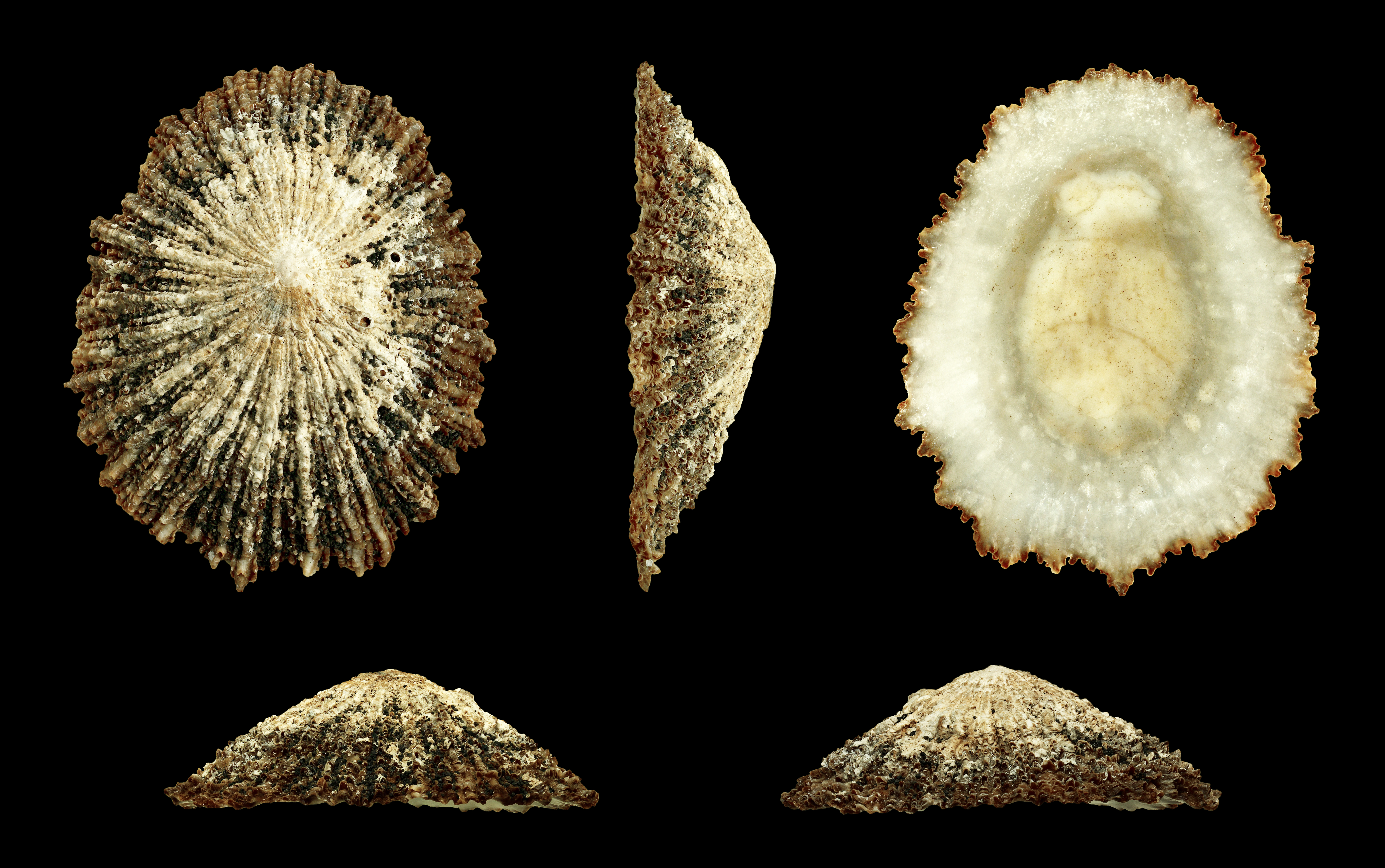
Patella ulyssiponensis f. tenerifeae
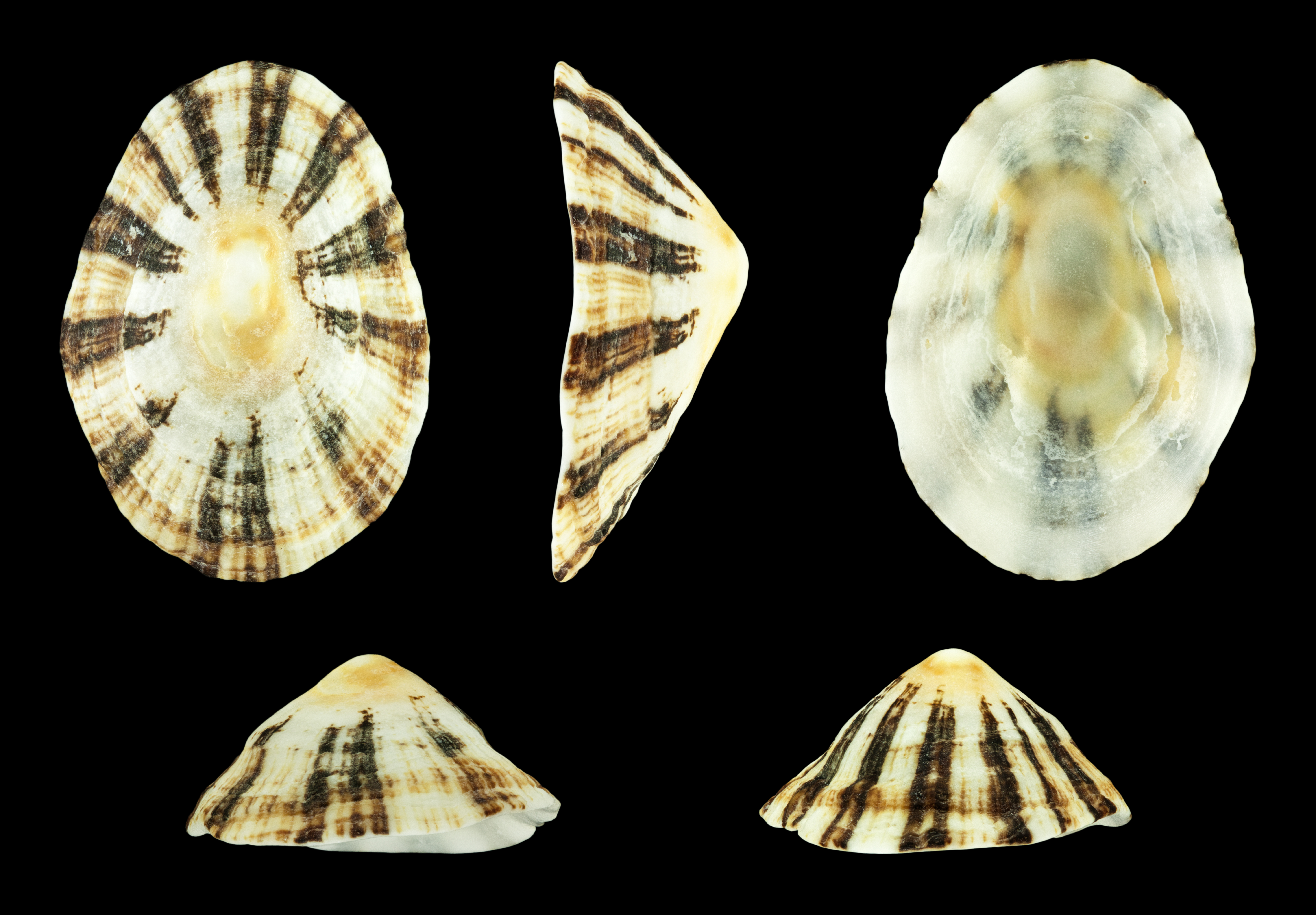
Patella ulyssiponensis f. athletica

## Algemeen
Patella ulyssiponensis is een napvormige schelp zonder windingen die tot 25 mm hoog kan worden en 55 mm breed. Ze lijkt globaal gezien op Patella vulgata, maar is constanter van vorm, meestal wat vlakker, met sterkere, vanuit de top stralende ribben en een ruwer uiterlijk, onder meer doordat op de kruispunten van de ribben en de groeilijnen vaak kleine schubjes voorkomen.

## Kleur
De kleur is ongeveer dezelfde als bij Patella vulgata: de buitenkant van de schelp is grijs tot groenblauw, de binnenkant vuilwit tot zacht geel. Het spierindruksel aan de binnenkant is echter meer oranjegeel, hetgeen als een belangrijk determinatiekenmerk wordt gezien.

## Voedsel
Deze soort is een grazer die vooral 's nachts graast: hij schraapt met zijn rasptong (radula) algen van de harde ondergrond waarop hij leeft. De dieren leggen tijdens het grazen afstanden af tot maximaal anderhalve meter. Vaak keren de dieren terug naar hun oorspronkelijke rustplek ("homing-gedrag"). Het mechanisme, waarmee het dier terugkeert naar zijn eigen rustplek, houdt verband met het chemisch traceren van het slijmspoor, dat door het dier werd achtergelaten.

## Habitat
Net zoals de Patella vulgata is Patella ulyssiponensis een rotsbewoner die leeft in de getijdenzone. Als het water zich terugtrekt kunnen de dieren zich zo krachtig tegen de onderliggende stenen vastzuigen dat zij door mensen niet onbeschadigd zijn te verwijderen. Deze soort leeft meestal iets lager op de rotsen dan Patella vulgata.

## Voortplanting
De soort is een protrandische hermafrodiet. Ei- en zaadcellen worden in oktober vrijgelaten, waarschijnlijk in antwoord op een sterke springtij. De larvale ontwikkeling is gelijk aan die van Patella vulgata.

## Voorkomen
Patella ulyssiponensis komt voor van het westen van Groot-Brittannië tot de Middellandse Zee en is afwezig in het Kanaal ten oosten van Wight, Cherbourg en in de zuidelijke Noordzee. De soort is algemeen op de Bretonse kusten. In België en Nederland komt deze soort niet autochtoon voor. Lege schelpen en af en toe een levend exemplaar kunnen wel aanspoelen op drijvende voorwerpen zoals Riemwier (Himanthalia elongata).